# Chi Xương bồ
Chi Xương bồ (danh pháp khoa học: Acorus) là một chi của một số loài thực vật một lá mầm trong thực vật có hoa. Chi này đã từng được đặt trong họ Ráy (Araceae), nhưng các nghiên cứu phát sinh loài gần đây lại đặt nó trong họ riêng của chính nó là họ Xương bồ (Acoraceae), thuộc bộ Xương bồ (Acorales), trong đó nó là chi duy nhất của một dòng dõi các thực vật một lá mầm cổ nhất còn tồn tại. Tuy nhiên, quan hệ chính xác của chi Acorus với các thực vật một lá mầm khác vẫn còn gây tranh cãi giữa các nhà khoa học. Một số nghiên cứu chỉ ra rằng nó nên được đặt trong nhánh dòng dõi của bộ Trạch tả (Alismatales), bao gồm cả các loài ráy, khoai nước, khoai môn (họ Araceae), họ Tofieldiaceae và một vài họ thực vật một lá mầm thủy sinh khác (chẳng hạn Alismataceae, Posidoniaceae). Các loài được biết đến nhiều là thạch xương bồ và thủy xương bồ.
Tên gọi khoa học acorus có nguồn gốc từ tiếng Hy Lạp acoron, một tên gọi do Dioscorides sử dụng, mà nó lại có nguồn gốc từ coreon, nghĩa là đồng tử (con ngươi mắt), do nó đã từng được sử dụng trong y học cổ truyền để điều trị chứng viêm, sưng mắt.
Chi này có nguồn gốc Bắc Mỹ và khu vực bắc và đông châu Á, nhưng đã hợp thủy thổ tại miền nam châu Á cũng như châu Âu từ việc gieo trồng có từ thời tiền sử. Các quần thể hoang dã đã biết là dạng lưỡng bội, ngoại trừ một số thuộc dạng tứ bội ở miền đông châu Á, trong khi các dạng gieo trồng là dạng tam bội vô sinh, có lẽ là loại lai ghép giữa dạng lưỡng bội và tứ bội.

## Đặc trưng

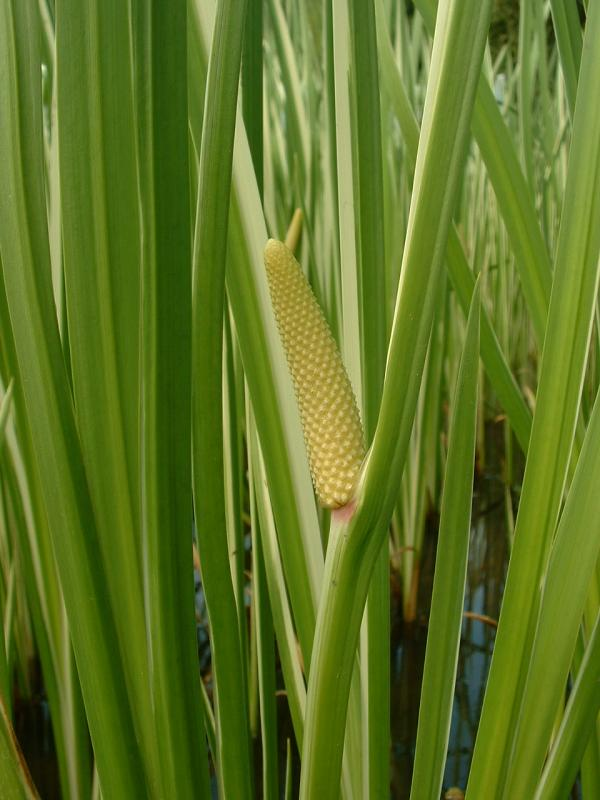
Lá và bông mo của cây thủy xương bồ

Các loài thực vật thường xanh giống như cỏ này là dạng hemicryptophytes, (nghĩa là cây lâu năm với các chồi sống qua mùa đông nằm trên mặt đất) hay geophytes (các chồi sống qua mùa đông nằm dưới mặt đất, thông thường gắn với thân hành, thân củ v.v...). Môi trường sinh sống tự nhiên của chúng là ven các khu vực chứa nước như bờ sông, bờ hồ hay gần các đầm lầy, thông thường trong các bụi lau sậy.
Các hoa nhỏ, không dễ thấy sắp xếp trên các bông mo. Không giống như ở các loài ráy, chúng không có mo (lá bắc lớn, bao bọc lấy bông mo). Bông mo dài 4–10 cm, được bao bọc trong tán lá. Lá bắc có thể dài gấp 10 lần bông mo. Các lá thẳng với mép lá nhẵn.
Các lá với gân lá song song ở một số loài chứa các tinh dầu dạng ête, tạo ra hương thơm khi khô. Các lá này đã từng được sử dụng trong thời Trung cổ để trải sàn, vì cả hương thơm của nó lẫn hiệu quả (được cho là có) của nó trong việc chống lại sâu bọ.

## Các loài
Hiện tại vẫn chưa có thống nhất về số loài mà chi này có, đặc biệt liên quan tới Acorus calamus, một số tác giả cho rằng nó cũng là Acorus americanus.
Theo IPNI, chi này chứa khoảng 7-9 loài, còn theo APG II thì nó chứa khoảng 2-4 loài. Số liệu dưới đây dẫn theo cơ sở dữ liệu của IPNI. 
- Acorus americanus (Raf.) Raf.? (còn gọi là A. calamus thứ americanus) - xương bồ Bắc Mỹ; dạng lưỡng bội hữu sinh (2n = 24); có tại khu vực Alaska, Canada và miền bắc Hoa Kỳ. Các dạng lưỡng bội có tại Siberi và khu vực ôn đới châu Á có thể thuộc về loài này, nhưng chưa được nghiên cứu đầy đủ (Quần thực vật Bắc Mỹ). Gần đây, nó được coi là loài riêng biệt, theo như trang Web của Quần thực vật Bắc Mỹ.
- Acorus angustatus (đồng nghĩa: A. triqueter, A. calamus thứ angustatus). Dạng tứ bội hữu sinh (4n=48), có tại Đông Á, Nhật Bản và Đài Loan.
- Acorus asiaticus
- Acorus calamus L. (đồng nghĩa: A. angustifolius, A. aromaticus, A. belangeri, A. casia, A. commersonii, A. commutatus, A. elatus, A. europaeus, A. flexuosus, A. floridanus, A. griffithii, A. nilaghirensis, A. odoratus, A. spurius, A. tatarinowii, A. terrestris, A. triqueter, A. undulatus, A. verus) – Người Trung Quốc gọi là xương bồ, xương bặc còn tại Việt Nam gọi là thủy xương bồ hay bồ bồ núi; dạng tam bội vô sinh (3n = 36); có lẽ có nguồn gốc gieo trồng. Nó có nguồn gốc châu Âu, ôn đới miền núi thuộc Ấn Độ và Himalaya cũng như miền nam châu Á, được gieo trồng rộng rãi và thích nghi với thủy thổ ở nhiều nơi.
- Acorus cochinchinensis: có nguồn gốc Nam Bộ, Việt Nam.
- Acorus gramineus Sol. ex Aiton (đồng nghĩa: A. humilis, A. macrospadiceus, A. pusillus) – Người Trung Quốc gọi là kim tiền bồ còn người Việt gọi là thạch xương bồ hay xương bồ, thủy xương bồ lá to; dạng lưỡng bội hữu sinh (2n = 18); có tại Himalaya tới Nhật Bản, Myanmar, Thái Lan, Philippines.
- Acorus latifolius Z.Y.Zhu: có nguồn gốc Trung Quốc.
- Acorus rumphianus (đồng nghĩa: A. terrestris)?
- Acorus xiangyeus Z.Y.Zhu: có nguồn gốc Trung Quốc.

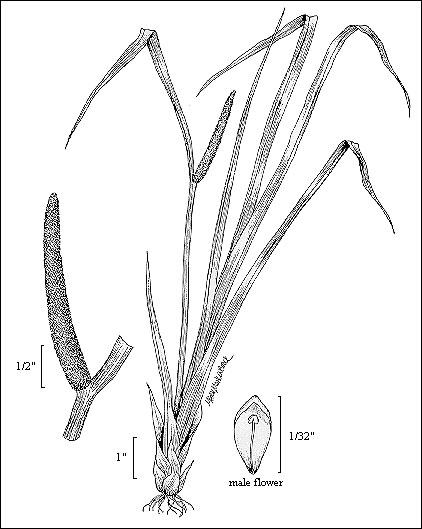
Thủy xương bồ

Các loài Acorus có từ châu Âu, Trung Quốc và Nhật Bản cũng được gieo trồng tại Hoa Kỳ.
Tuy nhiên, tại thời điểm năm 2016, Kew Checklist chỉ công nhận 2 loài, với một trong đó có 3 thứ:
- Acorus calamus L. – Dạng tam bội vô sinh (3n = 36); có lẽ có nguồn gốc từ gieo trồng. Loài bản địa châu Âu, vùng ôn đới thuộc Ấn Độ, Himalaya và Nam Á, gieo trộng và tự nhiên hóa ở nhiều nơi.
  - Acorus calamus var. americanus Raf. - Canada, miền bắc Hoa Kỳ, khu vực Buryatiya thuộc Nga.
  - Acorus calamus var. angustatus Besser - Siberia, Trung Quốc, Viễn Đông Nga, Nhật Bản, Triều Tiên, Mông Cổ, Himalaya, tiểu lục địa Ấn Độ, Đông Dương, Philippines, Indonesia.
  - Acorus calamus var. calamus - Siberia, Viễn Đông Nga, Mông Cổ, Mãn Châu, Triều Tiên, Himalaya; tự nhiên hóa tại châu Âu, Bắc Mỹ, Java và New Guinea.
- Acorus gramineus Sol. ex Aiton – Dạng nhị bội hữu sinh (2n = 18); - Trung Quốc, Himalaya, Nhật Bản, Triều Tiên, Đông Dương, Philippines, Primorye thuộc Nga.

## Hóa tính
Các dạng tam bội và tứ bội chứa asaron, nhưng dạng lưỡng bội thì không có. Asaron là chất tiền chế tiềm tàng trong tổng hợp phenethylamin TMA-2, một chất tạo ảo giác. Bản thân nó, theo một số báo cáo, không có tính chất đó với liều lượng tới 70 mg.

## Quy định
Xương bồ và các sản phẩm từ nó (như tinh dầu) đã bị FDA Hoa Kỳ cấm kể từ năm 1968 trong vai trò của chất phụ gia thực phẩm cũng như để làm thuốc.

## Sử dụng
Xương bồ là mặt hàng được buôn bán trong hàng ngàn năm ở nhiều nền văn minh. Nó được sử dụng trong y học để điều trị một số loại bệnh. Thời cổ đại ở phương Đông và Ai Cập, thân rễ của các loài xương bồ được cho là có tính chất kích thích tình dục mạnh. Tại châu Âu, Acorus calamus thường được thêm vào rượu vang còn rễ của nó cũng là một thành phần tùy chọn trong các loại rượu ngải. Trong số các tộc người thổ dân Bắc Mỹ, xương bồ được dùng như là một loại thuốc cũng như là chất kích thích; ngoài ra, rễ của chúng được sử dụng như là chất có tác dụng hoạt hóa tâm lý. Ở liều cao, nó là chất gây ảo giác; nó đã từng được sử dụng như là chất thay thế cho ma túy ở một vài nơi.

## Biểu tượng văn hóa
Xương bồ đã từ lâu là biểu tượng của tình yêu đàn ông tại châu Âu. Tên gọi của nó (trong các ngôn ngữ như tiếng Anh là calamus) gắn liền với thần thoại Hy Lạp: Kalamos, con trai của thần sông Maeander đã yêu Karpos, con trai của Zephyrus và Chloris. Khi Karpos chết đuối, Kalamos đã biến thành đám lau sậy, mà tiếng xào xạc trong gió của nó được người ta coi là lời than khóc.
Xương bồ cũng là cây ưa thích của Henry David Thoreau (ông gọi nó là sweet flag), cũng như của Walt Whitman, người đã bổ sung đoạn gọi là The Calamus Poems (Những bài thơ về xương bồ), để ca tụng tình yêu đàn ông vào lần xuất bản thứ ba của Leaves of Grass (Lá cỏ - 1860). Trong các bài thơ, xương bồ được dùng như là biểu tượng của tình yêu, sự ham muốn và tình thương mến.